# مالكولم أرمستيد
مالكولم أرمستيد (بالإنجليزية: Malcolm Armstead)‏ مواليد 1 أغسطس 1989 في فلورنس، هو لاعب كرة سلة محترف أمريكي بدأ مسيرته الاحترافية في سنة 2013 يلعب في الدوري التركي لكرة السلة كلاعب هجوم خلفي ويحمل الرقم 2. يبلغ طوله 6 قدم 0 بوصة (1.8 م).

## روابط خارجية
- مالكولم أرمستيد على موقع كرة السلة الأوروبية.كوم (الإنجليزية)
- مالكولم أرمستيد على موقع كلية كرة السلة في سبورتس رفرنس.كوم (الإنجليزية)
- مالكولم أرمستيد على موقع ريلجم (الإنجليزية)
- مالكولم أرمستيد على موقع بروبوليرز (الإنجليزية)
- مالكولم أرمستيد على موقع سبورتس رفرنس (الإنجليزية)